# زابروس ماروكانوس
زابروس ماروكانوس هو نوعٌ من الخنافِس الأرضية ينتمي لِلجين الفرعي بيلور المُستوطن في المغرب، ويُمكن العثور عليه في شمال المغرب.